# Церенюк Іван Іванович
Іван Іванович Церенюк (Псевдо: «Ярема», 10 лютого 1919, село Рогізна тепер у складі міста Чернівці — 18 листопада 1947, хут. Царна с. Мілієве Вижницький район, Чернівецька область) — український військовик, діяч ОУНР, провідник Вашковецького районного проводу ОУН.

## Життєпис
Народився 10 лютого 1919 р. у селі Рогізна в сім’ї селян Івана Ілліча та Єлизавети Пилипівни. Їхня родина була багатодітною, окрім Івана, було шестеро  дітей: брати – Микола, Григорій, сестри – Марія, Емілія та найменша – Калина.
Після завершення сільської початкової школи Іван з молодшим братом Миколою навчався в ліцеї «Юліу Валаорі». Захоплювався футболом, певний період грав за одну з місцевих команд під назвою «Довбуш».
З приходом радянської влади на терени Північної Буковини, в 1940-1941 рр., Іван працює вчителем у с. Васловівці. У цей період він випадково знайомиться з Надією Паладій з с. Малий Кучурів та наприкінці 1940 року одружується, разом проживають у цьому селі. Уже наступного року в них народжується єдиний син, якого під час хрещення називають Ілля, на честь свого прадіда.
Член ОУН з 1941 року та переходить на нелегальне становище.
Провідник Чернівецького (сільського) районного проводу ОУН (1946-05.1947), а згодом провідник Вашковецького районного проводу ОУН (06.-11.1947). 
Загинув у сутичці з опергрупою Вашковецького РВ УМДБ.

## Вшанування пам'яті
- На його честь випущено поштову марку. Автор-розробник краєзнавець Микола Семенюк. [1]